# Schmidhausen (Beilstein)
Schmidhausen im Landkreis Heilbronn im nördlichen Baden-Württemberg war einst eine eigenständige Gemeinde und wurde 1971 nach Beilstein eingemeindet, mit dem es heute zusammengewachsen ist. Zur Gemeinde Schmidhausen gehörten einst auch die Weiler Billensbach, Gagernberg, Jettenbach, Kaisersbach, Klingen und Maad.

## Geographie

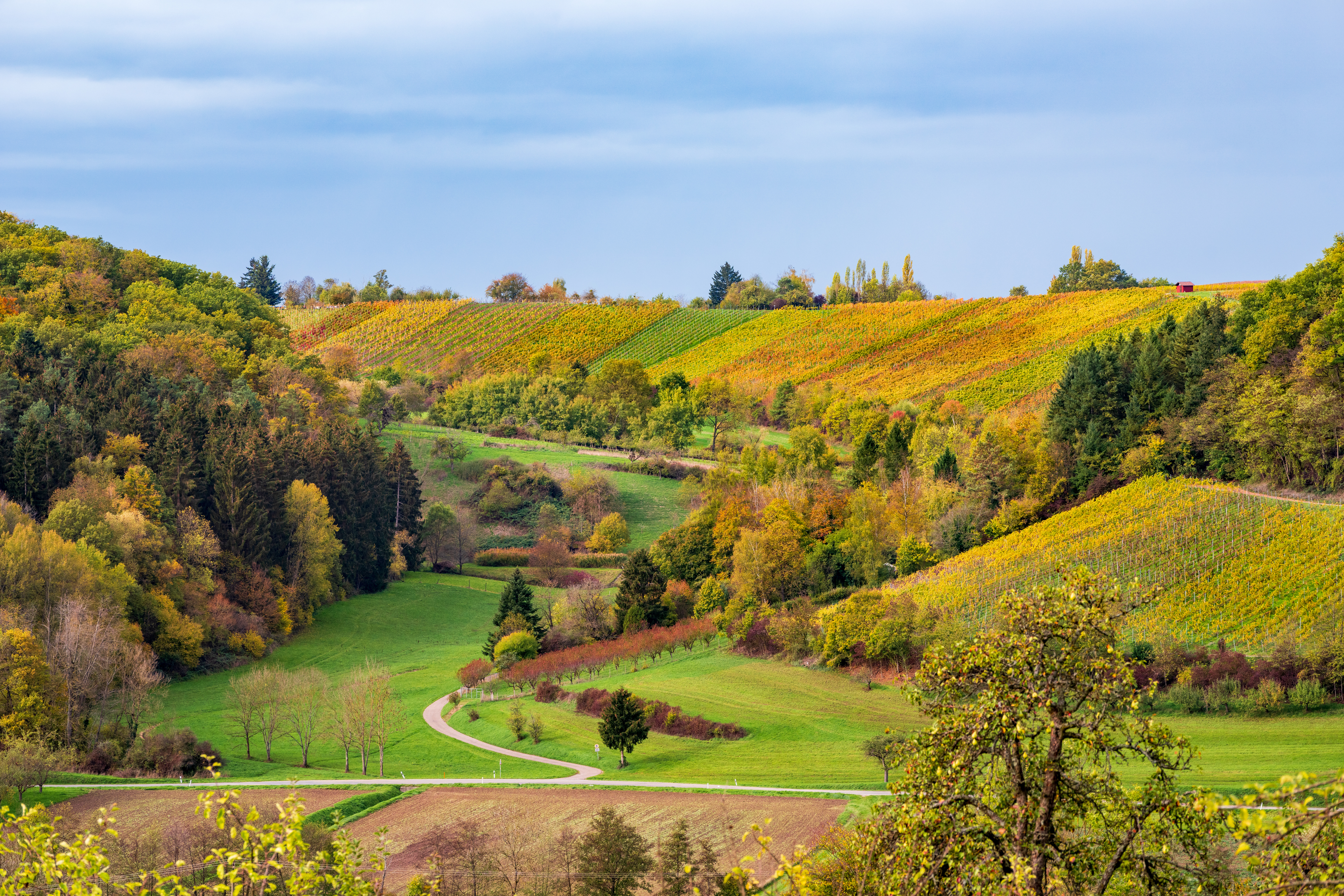
Blick ins Bernbachtal

Die Ortsmitte von Schmidhausen liegt über einen guten Kilometer östlich der Ortsmitte Beilsteins am rechten Ufer des Schmidbachs, der hier in südsüdwestlichem Lauf aus seinem Tal in den Löwensteiner Bergen tritt und etwa anderthalb Kilometer weiter talab in die Bottwar mündet. Die neueren Siedlungsflächen liegen westlich am flachen rechten Talhang, wo die Gemarkung dann in höchstens 400 m Entfernung vom Bachlauf an der Beilsteins endet. Im Nordwesten erhebt sich nahe, aber schon auf Beilsteiner Gebiet der Fohlenberg, der an seinem Hang von Weinbergen bestanden ist und auf seiner Hochfläche Wald trägt.
Die anderen ehemals zur Altgemeinde gehörenden Orte liegen in bis zu viereinhalb Kilometern Entfernung in nordnordöstlicher bis ostnordöstlicher Richtung beidseits des Schmidbachtals, zumeist auf Hängen und Hochflächen beidseits der Seitentäler.

## Geschichte

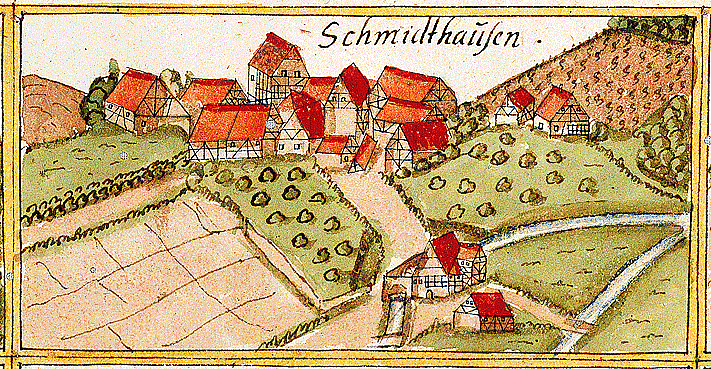
Schmidhausen in den Forstlagerbüchern Andreas Kiesers (1686)

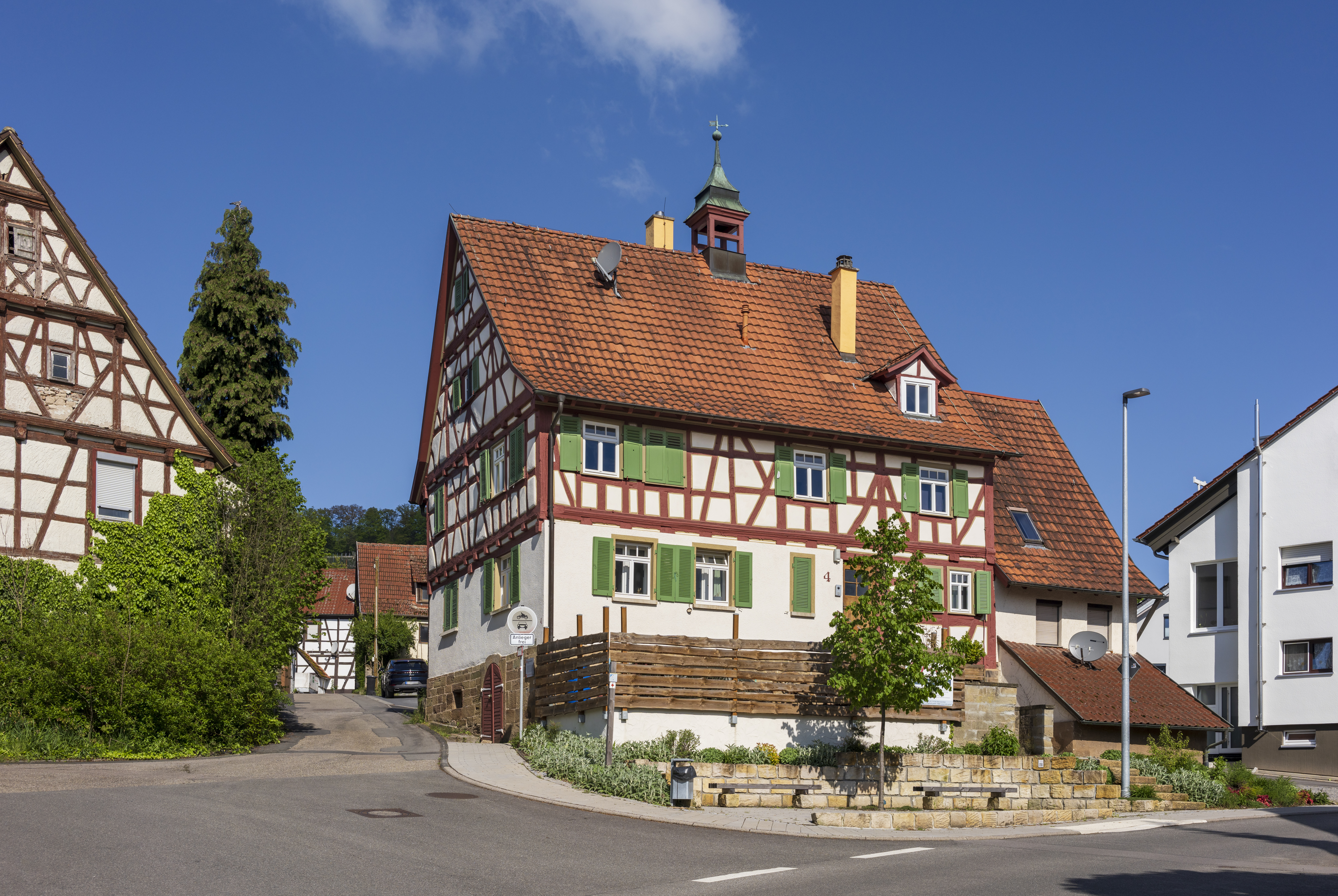
Ehemaliges Rathaus in Schmidhausen, Fachwerkbau um 1700

Schmidhausen entstand vermutlich als eine fränkische Waldrodungssiedlung auf Veranlassung des fränkischen Königshofes in Ilsfeld. Der Ausbau erfolgte vermutlich vom später abgegangenen Ort Kratzheim aus. Das damals waldreiche Land des Schozachgaus wurde durch Rodungskolonisation erschlossen. Die Orte im Schmidbachtal entstanden vermutlich sukzessive talaufwärts, beginnend mit Schmidhausen und endend mit Etzlenswenden. Die Rodungskolonisation war vermutlich bereits vor der Jahrtausendwende abgeschlossen, womit die Orte im Schmidbachtal älter sind als der heutige Hauptort Beilstein, der sich als Burgweiler erst im 12./13. Jahrhundert entwickelte. Von Schmidbach aus erfolgten später weitere Rodungsausbauten, z. B. der um 1200 begründete Weiler Kaisersbach oder das wohl erst in der Mitte des 16. Jahrhunderts entstandene Maad.
Die ältesten schriftlichen Erwähnungen Schmidhausens datieren auf das 14./15. Jahrhundert. Der Ort hieß zunächst nur Hausen und wurde dann zur Unterscheidung von gleichnamigen Orten in Schmi(e)dhausen umbenannt. Hier befanden sich einst wohl eine Schmiede und eine Schleifmühle. Kirchlich gehörte Schmidhausen zum abgegangenen Kratzheim, ab dem 14. Jahrhundert zu Gronau. Als früheste Besitzer des Ortes treten die Herren Hummel von Lichtenberg auf, die Schmidhausen und seine Weiler an Graf Eberhard II. den Greiner von Württemberg verkauften, von dem der Ort an die Herren von Urbach überging. Diese verkauften Schmidhausen mit seinen Weilern 1443 an die Pfalzgrafen bei Rhein und damit an die Grafschaft Löwenstein. Nach 1510 war die Grafschaft Löwenstein ein Mannlehen unter württembergischer Hoheit. Schmidhausen fiel bis 1611 der Linie Löwenstein-Wertheim-Freudenberg zu. Das Amt Schmidhausen hatte insbesondere für Bau und Reparaturen des löwensteinischen Jagdschlosses Stocksberg aufzukommen, weitere Frondienste waren im Straßenbau zu erbringen. Die Jagd- und Baufronen bestanden bis zum Ablösungsvertrag vom 1. Mai 1843.
1806 kam Schmidhausen durch die Mediatisierung der Grafschaft Löwenstein zum Königreich Württemberg. Schmidhausen wurde selbstständige Gemeinde zunächst im Oberamt Backnang. Im Juli 1809 erfolgte die Zuordnung zum Oberamt Beilstein und nach dessen Auflösung 1810 zum Oberamt Marbach. Bei der Verwaltungsreform während der NS-Zeit in Württemberg gelangte Schmidhausen 1938 zum Landkreis Heilbronn. 1945 wurde die Gemeinde Teil der Amerikanischen Besatzungszone und gehörte somit zum neu gegründeten Land Württemberg-Baden, das 1952 im jetzigen Bundesland Baden-Württemberg aufging. In den Jahren nach dem Zweiten Weltkrieg nahm die rund 600 Einwohner zählende Gemeinde rund 150 Flüchtlinge auf. Schmidhausen mit seinen Ortsteilen wurde aufgrund einer Eingliederungsvereinbarung vom 15. Januar 1971 zum 1. Juli 1971 nach Beilstein eingemeindet. Aufgrund der Ausweisung von großen Neubauflächen sind Beilstein und Schmidhausen heute zu einer durchgängigen Siedlungsfläche zusammengewachsen.

## Wappen und Flagge

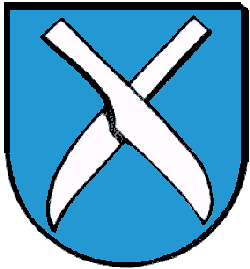
Ehemaliges Wappen von Schmidhausen

Die Blasonierung des ehemaligen Wappens von Schmidhausen lautet: In Blau zwei schräggekreuzte silberne Pflugmesser. Die Flagge der Gemeinde war Weiß-Blau.
Zwei Fleckensiegel Schmidhausens von 1624 und 1651 zeigten in geteiltem Schild oben einen nach links (1624) bzw. rechts (1651) schreitenden Löwen, unten zwei schräggekreuzte Hämmer. Ein Siegel des 18. Jahrhunderts zeigt in Art eines Allianzwappens zwei Wappenschilde nebeneinander, im vorderen der Löwe auf einem Dreiberg, im hinteren die schräggekreuzten Hämmer über einem sechsstrahligen Stern. Die Hämmer gehen vermutlich auf den Ortsnamen zurück, für den Löwen und den Stern ist keine besondere Bedeutung nachgewiesen. In späteren Ortssiegeln werden diese Wappenfiguren nicht mehr verwendet. Das Schultheißenamtssiegel von 1930 zeigt zwei schräggekreuzte, von drei lilienartigen Gebilden bewinkelte Pflugmesser über einem Stern. Die Pflugmesser sind ein Hinweis auf die Landwirtschaft. Die württembergische Archivdirektion empfahl 1938 eine Vereinfachung des Wappens und die Festlegung der Farben. Wappen und Flagge wurden der Gemeinde am 22. Februar 1963 vom baden-württembergischen Innenministerium verliehen.

## Sehenswürdigkeiten
Das Schmidhäuser Rathaus wurde um 1700 als Wohnhaus erbaut. 1753 erwarb das Amt Schmidhausen die Hälfte des Gebäudes als Rathaus. Die Doppelnutzung als Wohn- und Rathaus blieb bis zur Eingemeindung nach Beilstein und der damit verbundenen Aufgabe des Rathauses 1971 bestehen. Lothar Späth war hier 1955 als Verwaltungskandidat beschäftigt.